# Constance Teichmann
Constance Teichmann, née le 16 juin 1824 et morte le 14 décembre 1896 à Anvers (Belgique), était une philanthrope et mécène belge. Elle a soutenu des musiciens et écrivains en Flandre et consacré sa vie à l'amélioration de la santé des enfants en créant des hôpitaux. Elle a également soigné les malades durant les épidémies de choléra et les victimes de la guerre de 1870.

## Biographie
Constance Teichmann est la troisième des quatre filles de Théodore Teichmann, gouverneur d'Anvers. La famille est prospère, principalement grâce aux activités de la mère, Marie-Antoinette Cooppal, qui dirige la société familiale, Koninklijke Buskruitfabriek Cooppal, à Wetteren. Sa mère s'occupe aussi activement d’œuvres sociales.
Son éducation, qui se fait principalement faite à domicile, est excellente. Son père, bon violoniste, inculque à ses filles l'amour de la musique. Elle-même est une musicienne accomplie. Elle chante comme soliste soprano dans des oratorios classiques et modernes, notamment le Lucifer de Peter Benoit. Elle participe au festival de l'été mosan et chante lors de concerts pour des œuvres caritatives. Elle tient l'orgue de l'église St-Laurent à Liège et joue du piano.

### Mécénat
Elle forge un lien particulier avec les musiciens Edgar Tinel (qui lui dédie son oratorio François d'Assise) et avec Peter Benoit (elle est l'une des cinq femmes qui racontent son histoire au Musée municipal Peter Benoit de Harelbeke). Elle s'efforce de faire nommer le premier à la tête de l'Institut Lemmens et le second à la direction du Conservatoire d'Anvers. Émile Wambach lui dédie son oratorio Yolande. Elle s'engage dans la promotion de la musique religieuse, prônant un retour aux traditions du Moyen Âge et de la Renaissance, un retour à une pratique authentique du spectacle. Elle cofonde la Société Saint Grégoire, qui promeut le chant grégorien.
Elle soutient aussi des écrivains comme Hendrik Conscience (qui la décrit dans son roman Wat eene moeder lijden kan), Prudens van Duyse, Eugeen Zetterman et Auguste Snieders.

### Action philanthropique

#### Hôpitaux
Au XIXe siècle, les rares hôpitaux vivent de la charité ou de subsides communaux, ils soignent peu les enfants qui ont des besoins particuliers et souffrent souvent de maladies infectieuses très contagieuses.
En 1845, Constance Teichmann, intègre la Société des dames de la charité qui se consacre aux pauvres. Un an plus tard, elle donne un concert de gala au profit des indigents qui remporte un tel succès qu'elle propose de consacrer la recette à la création d'un hôpital pour enfants indigents. Elle loue un immeuble rue du rempart St-Georges  et fonde l'«Hôpital des enfants» qui compte rapidement plus de trois cents lits. C'est la première institution pédiatrique du pays. En 1851, l'hôpital déménage pour des bâtiments plus spacieux dans la Meisstraat et prend le nom de Louise-Marie, d'après la première Reine belge. Il accueille alors plus de 500 enfants par an. Les consultations et vaccinations sont gratuites. Constance Teichmann elle-même y travaille comme infirmière.
Le 25 juillet 1877, elle fait l'acquisition de bâtiments plus spacieux et crée une clinique ophtalmologique et une clinique pour les affections otorhinolaryngologiques.

#### Épidémies de choléra
Pendant les épidémies de choléra qui frappent Anvers à plusieurs reprises, en 1848, 1853, 1859 et 1866, Constance Teichmann s'engage activement dans l'aide aux malades, sans crainte de la contagion.
Ainsi, le 13 mai 1866, une épidémie de choléra se déclare à bord d'un navire allemand « Agnes » dans le port d'Anvers et se répand dans tous le pays.  A Anvers elle fait 4 892 victimes parmi les 123 000 habitants. Constance Teichmann se rend à bord du navire pour soigner les malades puis s'occupe de trois cents enfants atteints eux aussi du choléra. C'est cet épisode qui lui vaut le surnom d'Ange d'Anvers donné par la population reconnaissante. 

#### Croix-Rouge
En 1867, Constance Teichmann rejoint la Croix-Rouge qui vient d'ouvrir une section à Anvers. En 1870-1871, elle se rend à Trèves, Sarrebruck, Metz et Cambrai pour soigner les soldats blessés des deux camps pendant la guerre franco-prussienne. À la fin de la guerre, le 27 février 1871, elle rentre en Belgique.

### Fin de vie
Elle meurt le 14 décembre 1896, à l'âge de 72 ans, d'une maladie cardiaque. Le 17 décembre, lors des funérailles, une foule de citoyens de toutes les couches de la société lui manifestent leur gratitude. 
Elle est enterrée au cimetière Saint Frédégand à Anvers-Deurne. Le monument porte l'inscription « Door de volksmond genoemd de Antwerpse goede engel » (« Appelée le bon ange d'Anvers par le peuple »).

## Honneurs
Constance Teichmann est nommée Chevalier de l'Ordre de Leopold Ier, le 22 juillet 1886, à l'occasion du quarantième anniversaire de le l'hôpital Louise-Marie. En 1896, lors du cinquantième anniversaire de l'hôpital, elle est promue au grade d'officier et un cortège traverse alors la ville rendant hommage, selon le programme, à « son abnégation, sa douceur, son talent, son dévouement, sa ténacité, son héroïsme, son amabilité, sa persévérance, son courage, sa modestie ».
En 1908, un mausolée en marbre blanc est érigé en hommage dans l'église Saint-Éligius, d'après un dessin d'Aloïs De Beule. Il est achevé en 1915. Deux reliefs montrent les points culminants de sa vie : l'aide aux malheureux, souffrant du choléra sur l'Escaut, et sa mission à la Croix-Rouge durant la guerre franco-allemande de 1870-1871,.
Anvers a une rue Teichmanns et une place Constantia Teichmann. 
Constance Teichmann est la tante et l'inspiratrice de Marie-Elisabeth Belpaire qui lui consacre une biographie et fonde le Constance Teichmannbond, une association de femmes néerlandophones qui se consacre aux femmes de la classe ouvrière.« La Ligue a pour but de relever la femme au point de vue matériel, intellectuel et moral. Toutefois, elle ne crée et ne dirige pas elle-même aucune œuvre particulière. Elle se borne à favoriser des œuvres déjà existantes ou à en susciter de nouvelles, auxquelles elle laisse leur indépendance. Elle accorde son concours à toutes les initiatives intéressant la femme » ( Ligue Constance Teichmann. L’action féminine en marche) ».

## Publication
- Gesprekken met de Bruidegom, anthologie de textes tirés du journal de Constance Teichmann, compilé par August Van Cauwelaert, 1939.